# Лантратов, Илья Валерьевич
Илья́ Вале́рьевич Лантра́тов (11 ноября 1995, Прохоровка, Белгородская область) — российский футболист, вратарь московского «Локомотива».

## Биография
Обучался в ДЮСШ «Салют» Белгород и ШОСШИ «Салют» Шебекино. В 2012 году подписал контракт с белгородским «Салютом», но в официальных матчах не играл. В феврале 2014 года перешёл в московский «Локомотив»; выступал за молодёжную команду и «Локомотив-2» в первенстве ПФЛ. Сезон 2016/17 провёл в команде ФНЛ «Шинник» Ярославль, на поле не выходил. Перед сезоном 2017/18 перешёл в калининградскую «Балтику», за которую провёл 11 матчей в ФНЛ. Весеннюю часть первенства 2018/19 отыграл в «Факеле» из Воронежа. С сезона 2019/20 выступает за ФК «Химки».
Финалист Кубка России 2019/20. В финальном матче против «Зенита» (0:1) отразил несколько опаснейших ударов и был признан специалистами лучшим игроком встречи. Также был признан лучшим игроком РПЛ в мае 2021 года.

## Карьера в сборной
В 2015 году провёл несколько матчей за молодёжную сборную России. Дебютировал за основную сборную 12 сентября 2023 года в неофициальном матче против сборной Катара (1:1) выйдя на замену на 68-й минуте матча.

## Статистика

### Сборная

#### Матчи за молодёжную сборную
| № | Дата                | Оппонент   | Счёт | Пр. голы | Минуты | Соревнование      |
| - | ------------------- | ---------- | ---- | -------- | ------ | ----------------- |
| 1 | 16 января 2015 года | Латвия     | 1:0  | 0        | 90'    | Товарищеский матч |
| 2 | 18 января 2015 года | Молдова    | 2:2  | 2        | 90'    | Товарищеский матч |
| 3 | 21 января 2015 года | ЮАР        | 0:2  | 2        | 90'    | Товарищеский матч |
| 4 | 23 января 2015 года | Казахстан  | 3:0  | 0        | 90'    | Товарищеский матч |
| 5 | 25 января 2015 года | Кыргызстан | 3:1  | 1        | 90'    | Товарищеский матч |
| 6 | 31 марта 2015 года  | Швеция     | 0:2  | 0        | 45'    | Товарищеский матч |

Итого: сыграно матчей: 6. Победы: 3, ничьи: 1, поражения: 2. Пропущено голов: 5. «Сухие» матчи: 3.

## Достижения

### Личные
- В списке 33 лучших футболистов чемпионата России (4): 
  - № 2 — 3 раза: 2020/2021, 2022/2023, 2023/2024;
  - № 3 — 1 раз: 2021/2022